# Cieślar (Schlesische Beskiden)
Der Cieślar bzw. Česlar ist ein Berg in Polen und Tschechien. Er liegt auf der Grenze der polnischen Stadt Wisła und der tschechischen Gemeinde Nýdek. Mit einer Höhe von 920 m ist er einer der niedrigeren Berge im Czantoria-Kamm der Schlesischen Beskiden. Der Berg ist ein beliebtes Touristenziel mit vielen Ausblicken auf die benachbarten Gebirge und das Tiefland. Der Gipfel ist mit Auen bedeckt und im Gegensatz zu den meisten Gipfeln der Schlesischen Beskiden nicht bewaldet. Der Name geht auf den Familiennamen Cieślar zurück. Bereits 1621 gab es in Wisła vier Familien, die diesen Nachnamen trugen.

## Tourismus
Auf den Gipfel führen mehrere markierte Wanderwege von polnischer und tschechischer Seite. Über den Kamm verläuft auch der Beskiden-Hauptwanderweg von Ustroń nach Wołosate in den Bieszczady.